# Sávio (ur. 1974)
Sávio, właśc. Sávio Bortolini Pimentel (ur. 9 stycznia 1974 w Vila Velha) – brazylijski piłkarz, grający podczas kariery na pozycji pomocnika (na lewej stronie lub na środku).

## Życiorys
Zawodową karierę rozpoczynał we CR Flamengo w roku 1991. Po siedmiu sezonach gry w tym klubie ofertę gry złożył mu sam Real Madryt i zawodnik nie wahał się ani chwili, chciał rozwijać swoje umiejętności w Europie. Początki były trudne. Szybko odniósł poważną kontuzję, jednak udało mu się powrócić i zaliczyć kilkanaście występów ligowych, strzelić kilka bramek. Najlepsze dwa lata jego gry przypadają na sezony 1998/1999 i 1999/2000. Sávio grał regularnie w pierwszym zespole, był jego pewnym punktem, zdobył z nim Puchar Mistrzów. Później tak różowo już nie było. Mimo że swój ostatni sezon w „Królewskich” przypieczętował zdobyciem mistrzostwa Hiszpanii, był już jedynie rezerwowym.
Przeprowadzka do Francji pomogła mu wprawdzie w odzyskaniu miejsca w wyjściowej jedenastce, ale żadnego poważnego sukcesu w „Żyrondystach” nie odniósł i odszedł już po pierwszym sezonie gry, po raz drugi przechodząc do klubu hiszpańskiego. Był to Real Saragossa, czyli klub z aspiracjami na grę w europejskich pucharach, w którym spędził trzy lata i wygrał Puchar Hiszpanii, przez trzy sezony będąc pewnym punktem w drużynie hiszpańskiego trenera.
Przed sezonem 2006/2007 ponownie trafił do CR Flamengo, jednak już po pół roku zdecydował się na odejście, za półtora miliona euro przeszedł zimą do Realu Sociedad, a po spadku tej drużyny do Segunda División został piłkarzem Levante UD. Sezon 2008/2009 rozpoczął jako gracz Anorthosisu Famagusta Larnaka, z którym wywalczył pierwszy w historii cypryjskiego futbolu awans do fazy grupowej Champions League. Karierę zakończył w Avaí FC w 2010. Zaliczył 37 występów w reprezentacji Brazylii. Zdobył brązowy medal na Igrzyskach Olimpijskich w 1996 roku.